# 里本湖

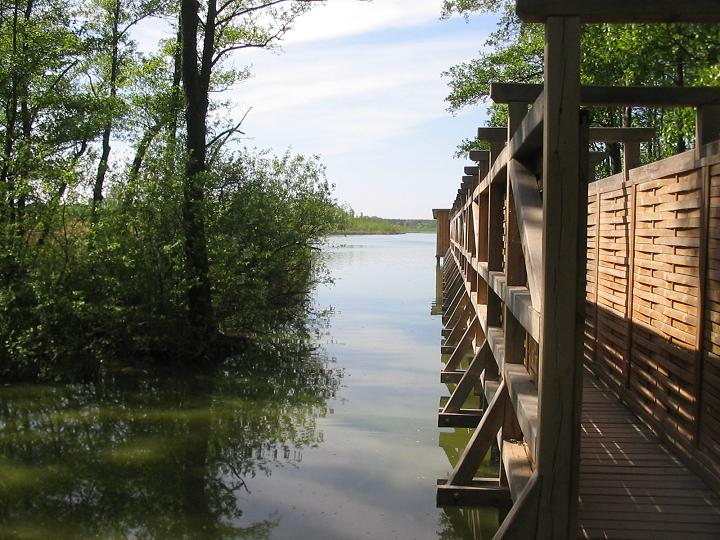

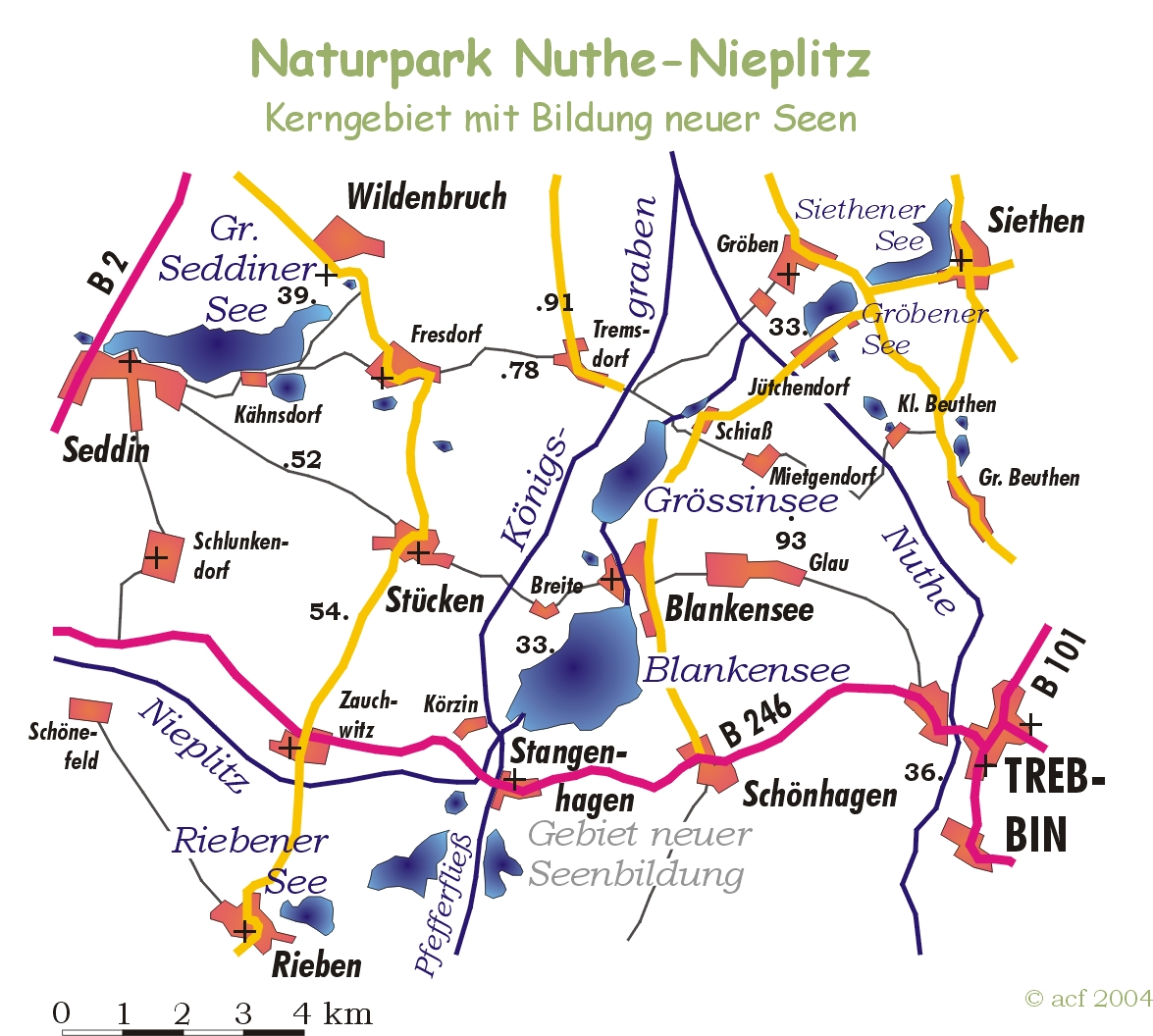

52°11′31″N 13°3′6″E / 52.19194°N 13.05167°E
里本湖（德語：Riebener See），是德國的湖泊，位於該國西南部，由勃蘭登堡州負責管轄，處於波茨坦-米特爾馬克縣，長1公里、寬0.6公里，面積0.38平方公里，海拔高度34米，平均水深1米。